# Екуменічне віровизнання

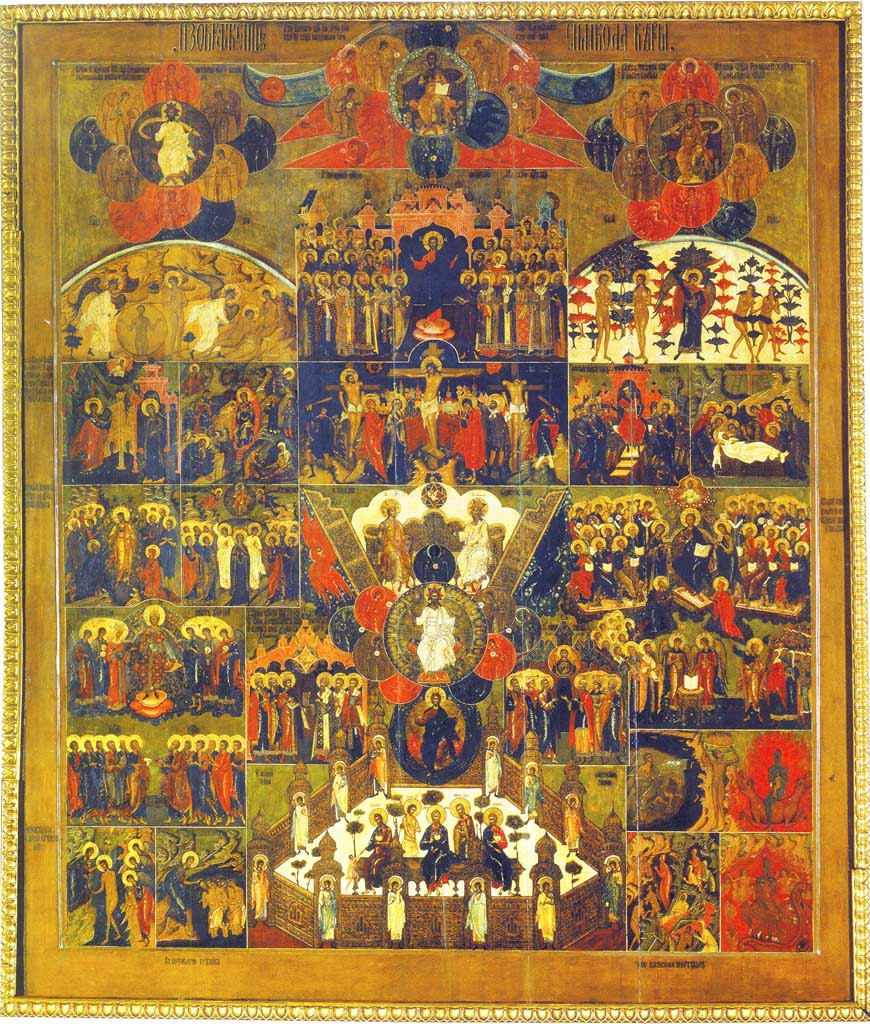
Російська ікона із зображенням Нікейського символу віри, XVII ст.

Екуменічне віровизнання — це загальний термін, що використовується в лютеранській традиції для позначення трьох символів віри: Нікейського, Апостольського та Афанасієвського символів віри.
Зазначені символи віри прийняті майже всіма основними християнськими конфесіями, включаючи лютеранську, реформатську, католицьку та англіканську. Більшість методистських церков приймають Нікейський символ віри та Символ віри апостолів.
Православна церква приймає Нікейський символ віри, але не використовує Апостольський чи Афанасійський символ віри. 
Символ віри за визначенням — це короткий виклад або твердження того, у що людина вірить. Він походить від латинського credo, що означає «вірую». Мета символу віри — служити мірилом правильної віри. Символ віри — це втілення, а не повне визначення того, що є необхідним для православ'я. Була висловлена надія, що, запам'ятавши цей короткий виклад віри, миряни, які не мають широкої богословської підготовки, все ж зможуть розпізнати відхилення від ортодоксальних доктрин, заснованих на Біблії, як вони інтерпретуються в християнській традиції. 
Термін «екуменічний» може стосуватися зусиль християн різних церковних традицій, спрямованих на розвиток більш тісних відносин і кращого взаєморозуміння. Цей термін також часто використовується для позначення зусиль, спрямованих на досягнення видимої та органічної єдності різних християнських церков у тій чи іншій формі.